# Десимир Јевтић
Десимир Деско Јевтић (Опарић, 16. децембар 1938 — Београд, 13. октобар 2017) био је машински инжењер, некадашњи друштвено-политички радник СР Србије и дипломата. Јевтић је био председник Извршног већа Скупштине СР Србије од 1986. до 1989. године.

## Биографија
Рођен је 16. децембра 1938. године у Опарићу. Дипломирао је 1962. године на Машинском факултету Универзитета у Београду, а 1978. завршио постдипломске студије на Машинском факултету; магистрирао је и докторирао техничке науке.
Од 1978. до 1981. године био је професор Машинског факултета Београдског универзитета у Краљеву, а од 1981. до 1986. генерални директор предузећа „14. октобар“ у Крушевцу.
Од 6. маја 1986. до 5. децембра 1989. године био је председник Извршног већа Скупштине СР Србије, а од почетка 1990. ванредни и опуномоћени амбасадор СФРЈ/СРЈ у Румунији.
Преминуо је 13. октобра 2017. године у Београду.

## Научни рад и признања
Аутор је две књиге и више стручних радова објављених у земљи и иностранству. Говорио је руски, енглески и румунски језик.
Почасни је доктор наука Универзитета у Букурешту. Носилац је Ордена рада са сребрним венцем и осталих југословенских одликовања.
Бавио се и сликарством и вајарством; досад је имао 12 самосталних изложби у земљи и иностранству.